# Выдерщина (платформа)
Выде́рщина (нормативное название — Виде́рщина, бел. Відэршчына) — железнодорожный остановочный пункт Минского отделения Белорусской железной дороги на линии Минск — Орша. Расположен в одноимённом посёлке Толочинского района Витебской области, между станцией Толочин и остановочным пунктом Перевалочный на перегоне Толочин — Коханово.

## История
Остановочный пункт был построен и введён в эксплуатацию в 1946 году на железнодорожной магистрали Москва — Минск — Брест. В 1981 году остановочный пункт был электрифицирован переменным током (~25 кВ) в составе участка Борисов — Орша-Центральная. Ранее на остановочном пункте функционировали посты электрической централизации (ЭЦ) и путевой части (ПЧ), а также продовольственный магазин.

## Инфраструктура
Через остановочный пункт проходят два магистральных пути. Станция представляет собою две боковые платформы прямой формы, имеющие длину по 160 метров каждая. Пересечение железнодорожных путей осуществляется по единичному наземному пешеходному переходу, оснащённому предупреждающими плакатами. Пассажирский павильон расположен на платформе в направлении Минска, билетные кассы на остановочном пункте отсутствуют.

## Пассажирское сообщение
Ежедневно через остановочный пункт проходят и останавливаются электропоезда региональных линий эконом-класса (пригородные электрички), следующие до станций расположенных в Минске: Минск-Пассажирский, Минск-Восточный, о.п. Институт культуры (5-6 рейсов в день). До станции Орша-Центральная отправляются 5 рейсов в день. Интервал между отправлениями составляет от 2-х до 4-х часов, время в пути до Орши составляет 43 минуты, до станции Минск-Пассажирский — в среднем 3 часа 8 минут.